# Государственный долг Украины
Государственный долг Украины — общая сумма задолженности Украины, которая состоит из всех выпущенных и непогашенных долговых обязательств.   

## Понятие
Законодательное определение государственного долга Украины закреплено в статье 2 Бюджетного кодекса Украины:
Государственный долг — общая сумма долговых обязательств государства по возврату полученных и непогашенных кредитов (займов)
по состоянию на отчётную дату, возникающих в результате государственного заимствования.
Долговая составляющая в системе государственных финансов имеет функциональное происхождение от государственного кредита.
Государственные заимствования проводятся с целью покрытия бюджетного дефицита на государственном и региональном уровнях, целевого финансирования различных программ, пополнение необходимых резервных активов, а также для рефинансирования ранее осуществленных государственных заимствований.

## Структура
Структурно государственный долг Украины состоит из внутреннего и внешнего.

## Динамика государственного долга Украины
| Год                              | Внутренний                | Внешний                   | Гарантированный государством | Всего                     |
| -------------------------------- | ------------------------- | ------------------------- | ---------------------------- | ------------------------- |
| 1993 г.                          | 0,0                       | 0,4                       |                              | 0,4                       |
| 1994 г.                          | 0,0                       | 3,6                       |                              | 3,6                       |
| 1995 г.                          | 0,0                       | 4,8                       |                              | 4,8                       |
| 1996 г.                          | 5,3                       | 8,2                       |                              | 13,5                      |
| 1997 г.                          | 2,1                       | 8,8                       |                              | 10,9                      |
| 1998 г.                          | 5,4                       | 9,6                       |                              | 15,0                      |
| 1999 г.                          | 3,9                       | 11,5                      |                              | 15,4                      |
| данные ниже представлены в млн ₴ |                           |                           |                              |                           |
| 2000 г.                          | 20780,6                   | 43435,0                   |                              |                           |
| 2001 г.                          | 21018,4                   | 42273,9                   |                              |                           |
| 2002 г.                          | 21386,0                   | 43082,7                   |                              |                           |
| 2003 г.                          | 20523,7                   | 45609,5                   |                              |                           |
| 2004 г.                          | 20953,3                   | 46729,0                   |                              |                           |
| 2005 г.                          | 19188,3                   | 43956,3                   |                              |                           |
| 2006 г.                          | 16607,7                   | 49506,0                   |                              |                           |
| 2007 г.                          | 17806,4                   | 53487,9                   |                              |                           |
| 2008 г.                          | 44666,5                   | 86023,1                   |                              |                           |
| 2009 г.                          | 105132,9                  | 196295,5                  |                              |                           |
| 2010 г.                          | 156240,0                  | 278080,0                  |                              |                           |
| 2011 г.                          | 173707,7                  | 299413,9                  |                              |                           |
| 2012 г.                          | 23,808 (190,299 млрд ₴)   | 26,125                    | 14,674 (117,292 млрд ₴)      | ▲64,607 (516,405 млрд ₴)  |
| 2013 г. (февраль)                | ▲25,987 (207,712 млрд ₴)  | ▲26,456                   | ▼14,107 (112,754 млрд ₴)     | ▲66,549 (531,926 млрд ₴)  |
| 2014 г. (февраль)                | ▲32,242 (257,710 млрд ₴)  | ▲27,827 (222,422 млрд ₴)  | ▼13,157 (105,165 млрд ₴)     | ▲73,226 (585,298 млрд ₴)  |
| 2014 г. (июль)                   | ▼25,864 (▲312.891 млрд ₴) | ▲30,908 (▲373,912 млрд ₴) | ▼12,452 (▲150,641 млрд ₴)    | ▼69,226 (▲837,445 млрд ₴) |
| 30 ноября 2014                   | ▲27,663                   | ▲31,702                   | ▼9,970                       | ▲69,335                   |
| 31 декабря 2014                  | ▲29,235                   | ▼30,809                   | ▼9,750                       | ▲69,794                   |
| 31 мая 2015                      | ▼22,868                   | ▲33,867                   | ▲10,924                      | ▼67,660                   |

Более детальная информация по государственному долгу Украины расположена на украиноязычной версии страницы в Википедии.

## Динамика государственного долга и гарантированного государством долга в разрезе политических руководителей страны
| ФИО политика/ Премьер-министра Украины | Нахождение в должности | Нахождение в должности | Нахождение в должности   | Увеличение (погашение) государственного долга и гарантиваронного государством долга | Увеличение (погашение) государственного долга и гарантиваронного государством долга |
| ФИО политика/ Премьер-министра Украины | Начало                 | Конец                  | Продолжительность (дней) | млн.долл.                                                                           | млн.долл. за день нахождение в должности (млн.долл./ день)                          |
| -------------------------------------- | ---------------------- | ---------------------- | ------------------------ | ----------------------------------------------------------------------------------- | ----------------------------------------------------------------------------------- |
| Витольд Фокин                          | 24 августа 1991        | 01.10.1992             | 404                      | -/-                                                                                 | -/-                                                                                 |
| Валентин Симоненко                     | 02.10.1992             | 13.10.1992             | 11                       | -/-                                                                                 | -/-                                                                                 |
| Леонид Кучма                           | 13.10.1992             | 22.09.1993             | 344                      | -/-                                                                                 | -/-                                                                                 |
| Юхим Звягильский                       | 22.09.1993             | 16.06.1994             | 267                      | -/-                                                                                 | -/-                                                                                 |
| Виталий Масол                          | 16.06.1994             | 06.03.1995             | 263                      | -/-                                                                                 | -/-                                                                                 |
| Евгений Марчук                         | 06.03.1995             | 28.05.1996             | 449                      | -/-                                                                                 | -/-                                                                                 |
| Павел Лазаренко                        | 28.05.1996             | 19.06.1997             | 387                      | 4,000.00                                                                            | 10.34                                                                               |
| Василий Дурдинец                       | 19.06.1997             | 16.07.1997             | 27                       | -/-                                                                                 | -/-                                                                                 |
| Валерий Пустовойтенко                  | 16.07.1997             | 22.12.1999             | 889                      | ▲1,249.42                                                                           | 1.41                                                                                |
| Виктор Ющенко                          | 22.12.1999             | 29.05.2001             | 524                      | ▼-1,149.42                                                                          | -2.19                                                                               |
| Анатолий Кинах                         | 29.05.2001             | 21.11.2002             | 541                      | 101.30                                                                              | 0.19                                                                                |
| Виктор Янукович                        | 21.11.2002             | 07.12.2004             | 747                      | ▲1,943.90                                                                           | 2.60                                                                                |
| Николай Азаров                         | 07.12.2004             | 28.12.2004             | 21                       | -48.95                                                                              | -2.33                                                                               |
| Виктор Янукович                        | 28.12.2004             | 05.01.2005             | 8                        | -/-                                                                                 | -/-                                                                                 |
| Николай Азаров                         | 05.01.2005             | 24.01.2005             | 19                       | 38.12                                                                               | 2.01                                                                                |
| Юлия Тимошенко                         | 24.01.2005             | 08.09.2005             | 227                      | -475.20                                                                             | -2.09                                                                               |
| Юрий Ехануров                          | 08.09.2005             | 04.08.2006             | 330                      | -967.29                                                                             | -2.93                                                                               |
| Виктор Янукович                        | 04.08.2006             | 18.12.2007             | 501                      | ▲2,881.34                                                                           | 5.75                                                                                |
| Юлия Тимошенко                         | 18.12.2007             | 11.03.2010             | 814                      | ▲22,043.60                                                                          | 27.08                                                                               |
| Николай Азаров                         | 11.03.2010             | 28.01.2014             | 1419                     | ▲33,609.56                                                                          | 23.69                                                                               |
| Сергей Арбузов                         | 28.01.2014             | 27.02.2014             | 30                       | -/-                                                                                 | -/-                                                                                 |
| Арсений Яценюк                         | 27.02.2014             | 14.04.2016             | 777                      | ▼-7,062.65                                                                          | -9.09                                                                               |
| Владимир Гройсман                      | 14.04.2016             | 29.08.2019             | 1232                     | ▲15,760.04                                                                          | 12.79                                                                               |
| Алейксей Гончарук                      | 29.08.2019             | 04.03.2020             | 188                      | 1,452.48                                                                            | 7.73                                                                                |
| Денис Шмыгаль                          | 04.03.2020             | 31.12.2021             | 667                      | ▲14,578.06                                                                          | 21.86                                                                               |

| ФИО политика/ Президента         | Нахождение в должности | Нахождение в должности | Нахождение в должности   | Увеличение (погашение) государственного долга и гарантиваронного государством долга | Увеличение (погашение) государственного долга и гарантиваронного государством долга |
| ФИО политика/ Президента         | Начало                 | Конец                  | Продолжительность (дней) | млн.долл.                                                                           | млн.долл. за день нахождение в должности (млн.долл./ день)                          |
| -------------------------------- | ---------------------- | ---------------------- | ------------------------ | ----------------------------------------------------------------------------------- | ----------------------------------------------------------------------------------- |
| Кравчук Леонид Макарович         | 24 августа 1991        | 19.07.1994             | 1060                     | 2,406.69                                                                            | 2.27                                                                                |
| Кучма Леонид Данилович           | 19.07.1994             | 23.01.2005             | 3841                     | ▲13,727.68                                                                          | 3.57                                                                                |
| Ющенко Виктор Андреевич          | 23.01.2005             | 25.02.2010             | 1859                     | ▲21,809.77                                                                          | 11.73                                                                               |
| Виктор Янукович                  | 25.02.2010             | 22.02.2014             | 1458                     | ▲35,282.24                                                                          | 24.20                                                                               |
| Турчинов Александр Валентинович  | 22.02.2014             | 07.06.2014             | 105                      | ▼-3,127.63                                                                          | -29.79                                                                              |
| Порошенко Петр Алексеевич        | 07.06.2014             | 20.05.2019             | 1808                     | 8,312.35                                                                            | 4.60                                                                                |
| Зеленский Владимир Александрович | 20.05.2019             | 31.12.2021             | 956                      | ▲19,543.21                                                                          | 20.44                                                                               |

## Безопасный уровень долга
Безопасный уровень долга - это уровень, при котором государство может:
1) своевременно и в полном объёме выполнять свои долговые обязательства без помощи международных финансовых организаций (или других субъектов), без проведения реструктуризации этих обязательств или объявления дефолта
2) осуществлять государственные заимствования на рынках капитала по приемлемым процентным ставкам.
Согласно украинским и иностранным исследованиям, экономически безопасный уровень государственного и гарантированного государством долга для Украины сейчас составляет около 35% от ВВП.
Такой вывод базируется на статистике наступления дефолтов в странах с формирующимися рынками, (исследовано МВФ) и на собственном опыте Украины, которая уже дважды была не в состоянии самостоятельно выполнять свои долговые обязательства при их приближении к уровню 30-35 % по отношению к ВВП
в частности, в конце 1990-х годов (что привело к нескольким реструктуризаций внутреннего государственного долга и реструктуризации внешнего государственного долга) и в конце 2000-х годов (что привело к обращению за помощью в международных финансовых организаций (сумма которой была второй по величине в мире после помощи МВФ для Венгрии).

## Возобновление выплат
В начале мая 2024 года издание The Wall Street Journal сообщило о намерении группы частных кредиторов, среди которых компании BlackRock и Pimco, обратиться к Киеву с требованием восстановить в 2025 году выплаты по государственному долгу, которые были приостановлены в 2022 году после вторжения России на Украину. Этим кредиторам принадлежит 20% от еврооблигаций общей стоимостью в 20 млрд долларов, и они намерены получить 500 млн долларов годовых в виде процентов. По информации WSJ, если Украина не сможет заключить сделку с иностранными держателями акций, то Киев в августе 2024 года может объявить дефолт.